# Gare de Choisy-le-Roi
Ne doit pas être confondu avec Gare de Choisy-au-Bac.
La gare de Choisy-le-Roi est une gare ferroviaire française de la ligne de Paris-Austerlitz à Bordeaux-Saint-Jean, située sur le territoire de la commune de Choisy-le-Roi dans le département du Val-de-Marne, en région Île-de-France.
Elle est mise en service en 1840 par la Compagnie du chemin de fer de Paris à Orléans (PO).
C'est une gare de la Société nationale des chemins de fer français (SNCF) desservie par les trains de la ligne C du RER.

## Situation ferroviaire
Établie à 37 mètres d'altitude, la gare de bifurcation de Choisy-le-Roi est située au point kilométrique (PK) 9,480 de la ligne de Paris-Austerlitz à Bordeaux-Saint-Jean, entre les gares des Ardoines et de Villeneuve-le-Roi.
Elle est également l'origine, au PK 9,480, de la ligne de Choisy-le-Roi à Massy - Verrières, suivie par la gare des Saules.
Elle compte six voies dont deux centrales directes, et quatre voies à quai.

## Histoire
La station de Choisy est mise en service le 20 septembre 1840 par la Compagnie du chemin de fer de Paris à Orléans (PO), lorsqu'elle ouvre à l'exploitation le tronçon de Paris à Juvisy,.
Le bâtiment d’origine a été démoli à la Belle Époque[Quand ?] au profit d'un bâtiment plus moderne, situé près du pont sur la Seine, en surplomb des voies.

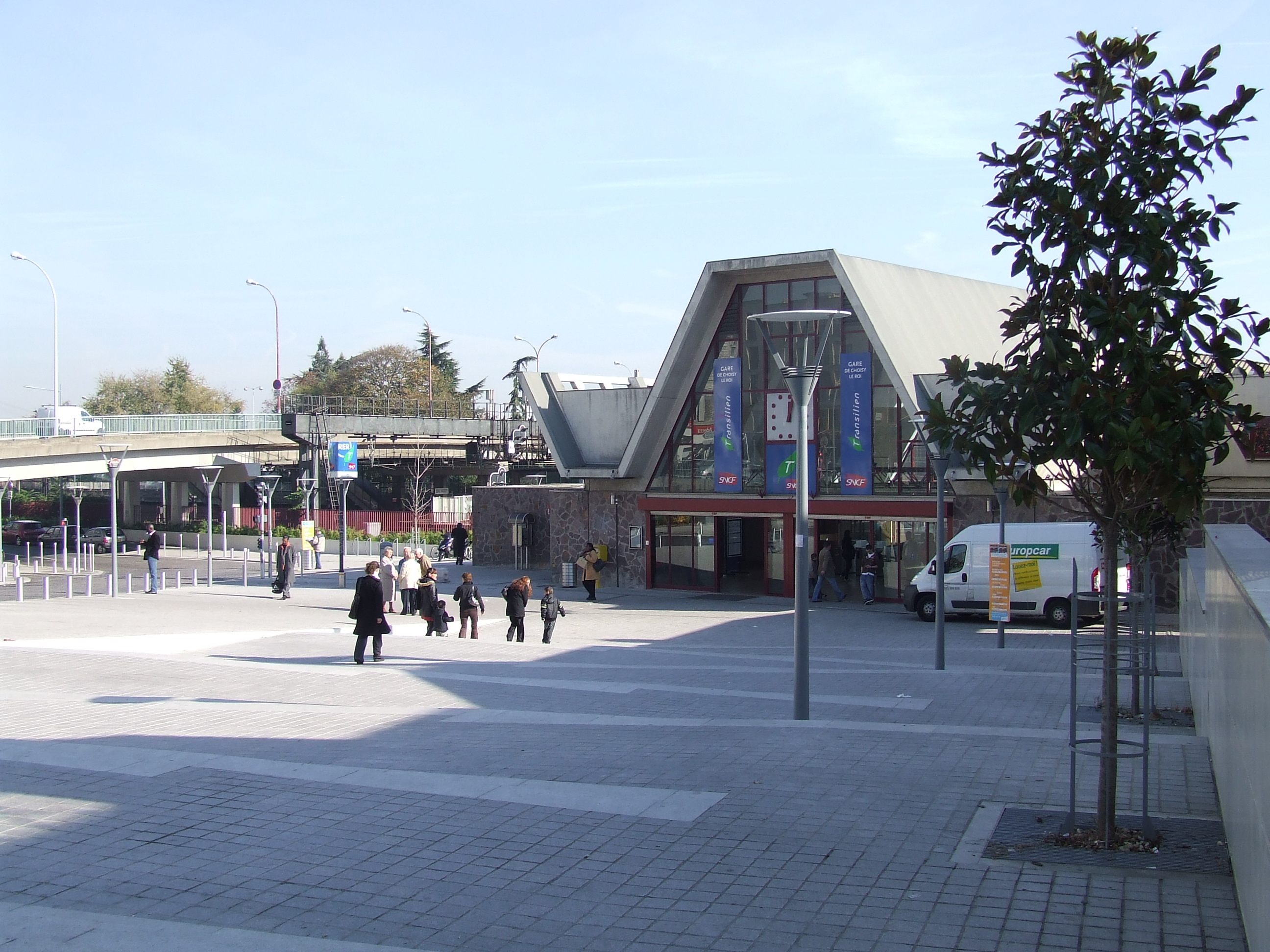
Le bâtiment voyageurs en 2008.

Afin de prolonger le service voyageurs entre la gare du Pont de Rungis et celle de Massy - Palaiseau (le 25 septembre 1977), une gare moderne est construite à une centaine de mètres de l'ancienne gare, dont les quais sont alors détruits et le plan de voies adapté pour ce surcroit de trafic ; la bifurcation vers Orly poste R est reportée en amont des quais, sous le pont de Choisy, offrant ainsi 6 voies au niveau des quais (les voies 1 et 2 n'en étant plus pourvues). La gare RER possède un petit bâtiment de béton dont la façade du rez-de-chaussée est recouverte de pierre irrégulière ; il est surmonté d'une toiture en W comportant une large verrière en son centre flanquée de deux ailes décoratives. Une passerelle piétonne se trouve à droite du bâtiment.

## Fréquentation
De 2015 à 2022, selon les estimations de la SNCF, la fréquentation annuelle de la gare s'élève aux nombres indiqués dans le tableau ci-dessous.

| Année     | 2015       | 2016       | 2017       | 2018       | 2019       | 2020      | 2021      | 2022       |
| --------- | ---------- | ---------- | ---------- | ---------- | ---------- | --------- | --------- | ---------- |
| Voyageurs | 14 267 343 | 14 178 267 | 14 029 876 | 13 621 599 | 13 240 339 | 6 390 626 | 8 997 300 | 10 936 239 |

## Service des voyageurs

### Desserte
La gare est desservie par les trains de la ligne C du RER. Elle est équipée du système Infogare.
Aux heures creuses, la gare est desservie par :
- un train toutes les 15 minutes en direction de Versailles-Château-Rive-Gauche ou Juvisy (en alternance, directs vers ou depuis Paris) ;
- un train toutes les 15 minutes environ en direction de Pontoise/Montigny - Beauchamp ou Massy - Palaiseau/Pont de Rungis (en alternance, omnibus).

Aux heures de pointe, la gare est desservie par : 
- un train vers ou en provenance de Brétigny (trains NICO/ZANI/LULU/BOBA) toutes les 15 minutes (directs entre Juvisy et Choisy et omnibus jusqu'à Bibliothèque François Mitterrand) ;
- un train vers ou en provenance de Versailles Château ou Saint-Quentin-en-Yvelines (trains SICA/JILL) toutes les 15 minutes (directs entre Choisy et Bibliothèque François Mitterrand) ;
- un train vers ou en provenance de Pontoise (trains NORA) toutes les 15 minutes (omnibus).

Les deux voies sans quais sont destinées à la circulation des trains ne desservant pas Choisy-le-Roi : Intercités, TER, RER vers Étampes/Dourdan/Saint-Quentin-en-Yvelines, etc.

### Intermodalité
Une correspondance avec la ligne de tramway T9, à l'arrêt Rouget de Lisle, est possible, à 500 mètres environ à l'ouest de la gare. Celle-ci est aussi desservie par les bus 103, 182, 183, 185, 393 et TVM du réseau de bus RATP, par les lignes 282 et 483 du réseau de bus de Seine Grand Orly, par la navette Choisybus et, la nuit, par la ligne de bus N71 du réseau Noctilien.

## Patrimoine ferroviaire

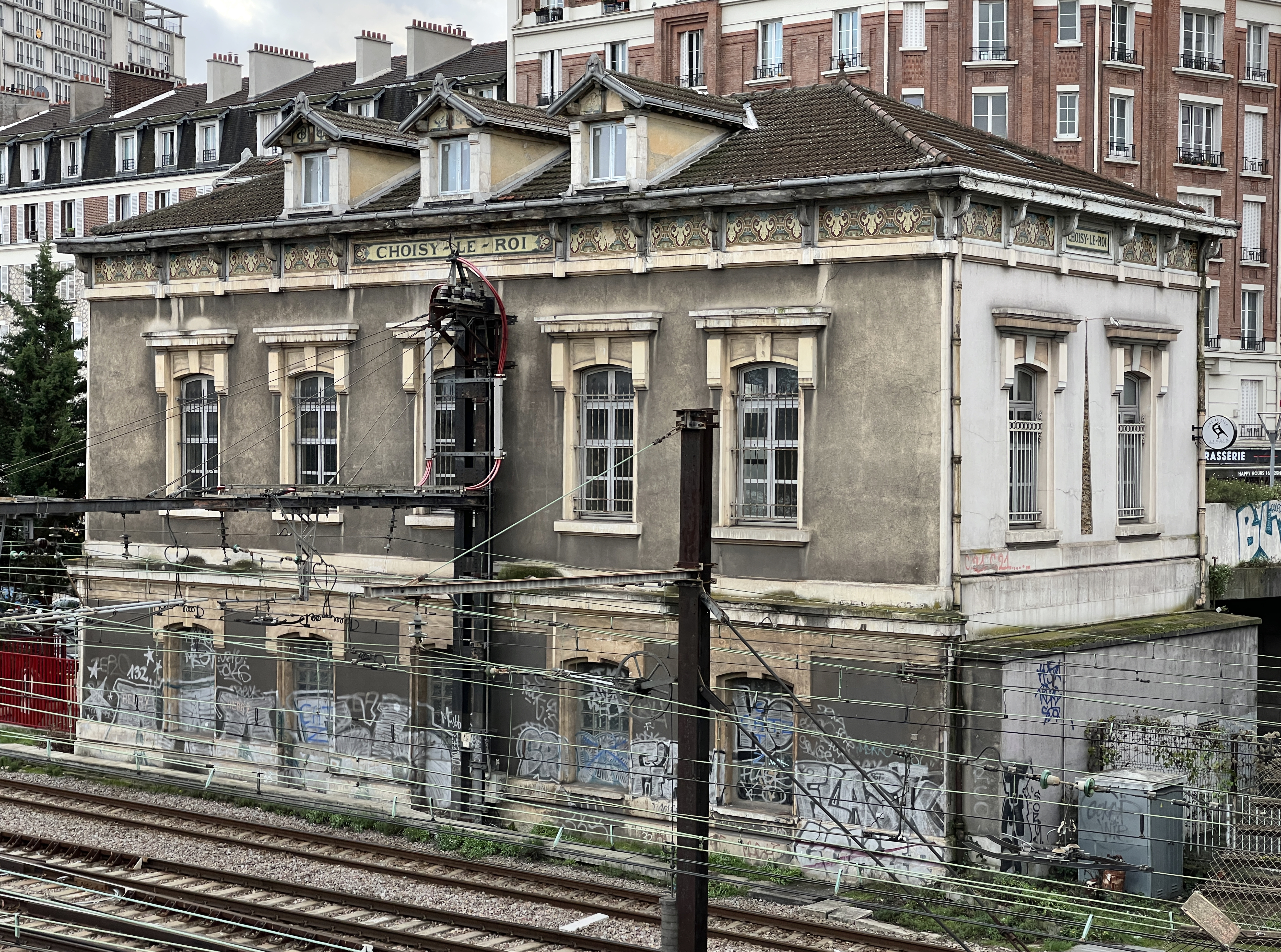
Ancien bâtiment de la gare.

L'ancienne gare a été reconvertie en maison des jeunes puis en studio de danse dénommé le Pavillon des Lions. Le réaménagement des routes alentour a entraîné la destruction des deux ailes latérales du bâtiment.
Il s'agit d'un bâtiment à un étage, construit dans une tranchée, dont l'accès se fait, côté rue, par l'étage supérieur du bâtiment. Ce bâtiment possédait à l'origine deux ailes côté voies ; il possède cinq ouvertures par étage et un toit à deux croupes à faible pente muni d'une horloge au fronton côté rue et de trois lucarnes côté voies. La façade est recouverte d'enduit. Les percements, à arc bombé, sont surmontés d'un larmier muni, à l'étage, d'un entablement ; une frise de carreaux de céramique à motifs floraux court sous la corniche et porte l'inscription « Chemin de fer d'Orléans ».
Elle possède de nombreux points communs avec la gare de Vitry-sur-Seine qui, cependant, possède une disposition inversée : étant construite sur un remblai, elle dispose d'un étage côté voies mais de deux côté rue.

## Projet
En 2024, le terminus sud de la ligne 5 du T Zen devrait se situer à l'arrêt Régnier - Marcailloux, à 500 mètres environ au nord de la gare.